# Марга, Андрей
Андре́й Марга (рум. Andrei Marga; род. 22 мая 1946, Бухарест) — румынский философ, политолог и политик.

## Биография
Ректор Университета Бабеша-Бойяи (1993—2004, 2008—2012). Входил в коалиционные правительства Виктора Чорбя, Раду Василе, Мугура Исэреску от Христианско-демократической национал-цэрэнистской партии. В январе 2001 года возглавил партию, но подал в отставку в июле 2001 года на фоне политической нестабильности. В этом же году создал Популярную христианскую партию. Ныне член Национал-либеральной партии Румынии.
Марга является автором ряда книг по политологии, политической философии и философии истории. Его работы затрагивают различные темы, в том числе философские теории Герберта Маркузе и Юргена Хабермаса, природу позитивизма, и тенденции в современной философии. Он также читал лекции по конкретным вопросам, таким, как философский фундамент перехода от коммунизма к рыночной экономике и эволюция принципов руководства Европейской интеграции. В более поздних работах он касался тем философии религии и религии в эпоху глобализации. В 2005 году Марга получил Премию «Пастух» в знак признания его заслуг.